# نمایشگاه جهانی

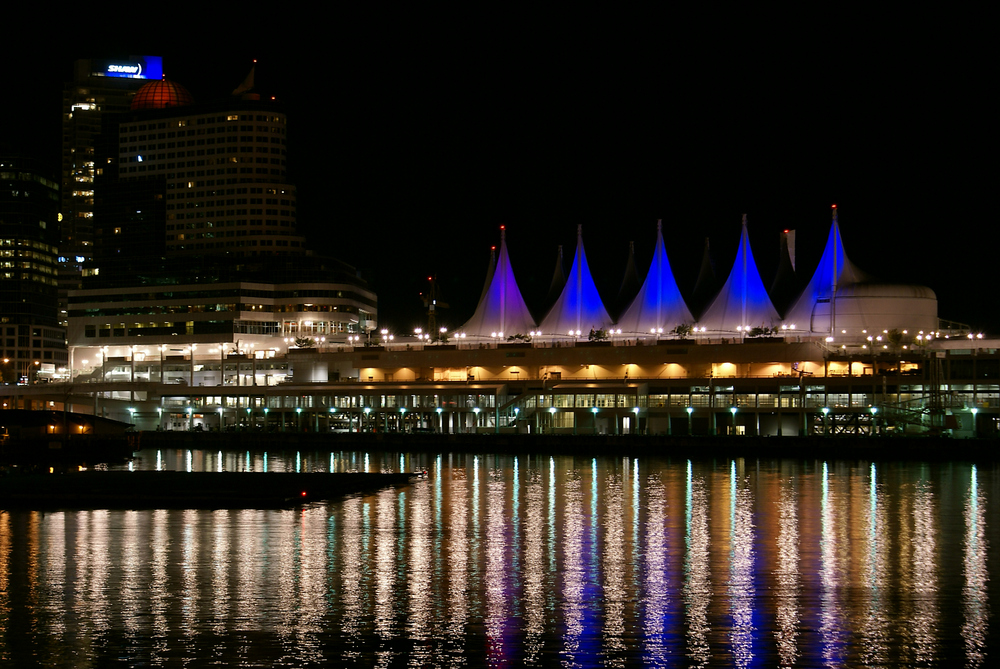
بنای کاناداپِلِیس (جای کانادا) که در شهر ونکوور برای اکسپو ۱۹۸۶ ساخته شد

نمایشگاه جهانی (به انگلیسی: World's fair) که به‌عنوانِ نمایشگاه سرگرمی (به انگلیسی: Fun exhibition) یا اِکسپو (به انگلیسی: Expo) نیز شناخته می‌شود، نمایشگاه جهانی بزرگی است که برای نمایش دستاوردهای کشورها طراحی شده‌است و هر چند سال یکبار در کشورهای مختلف جهان برگزار می‌شود. این نمایشگاه‌ها از مهم‌ترین نمایشگاه‌های برگزار شده در جهان محسوب می‌شوند که تحت نظر مؤسّسهٔ دفتر نمایشگاه‌های بین‌المللی برگزار می‌شود.
ایدهٔ برگزاری این قبیل نمایشگاه‌ها به سنت رایج بین فرانسویان برای برگزاری نمایشگاه‌های سالانه برمی‌گردد. در سال ۱۸۴۴ نمایشگاهی تحت عنوان نمایشگاه صنعتی فرانسه (French Industrial Exposition of 1844) در پاریس برگزار شد که این نمایشگاه زمینه‌ساز ادامهٔ این قبیل نمایشگاه‌ها در سطح بین‌المللی و تحت نام نمایشگاه جهانی بود. اوّلین دورهٔ این نمایشگاه‌ها پس از انقلاب صنعتی با نام «نمایشگاه بزرگ» در هاید پارک لندن در سال ۱۸۵۱ برگزار شد.

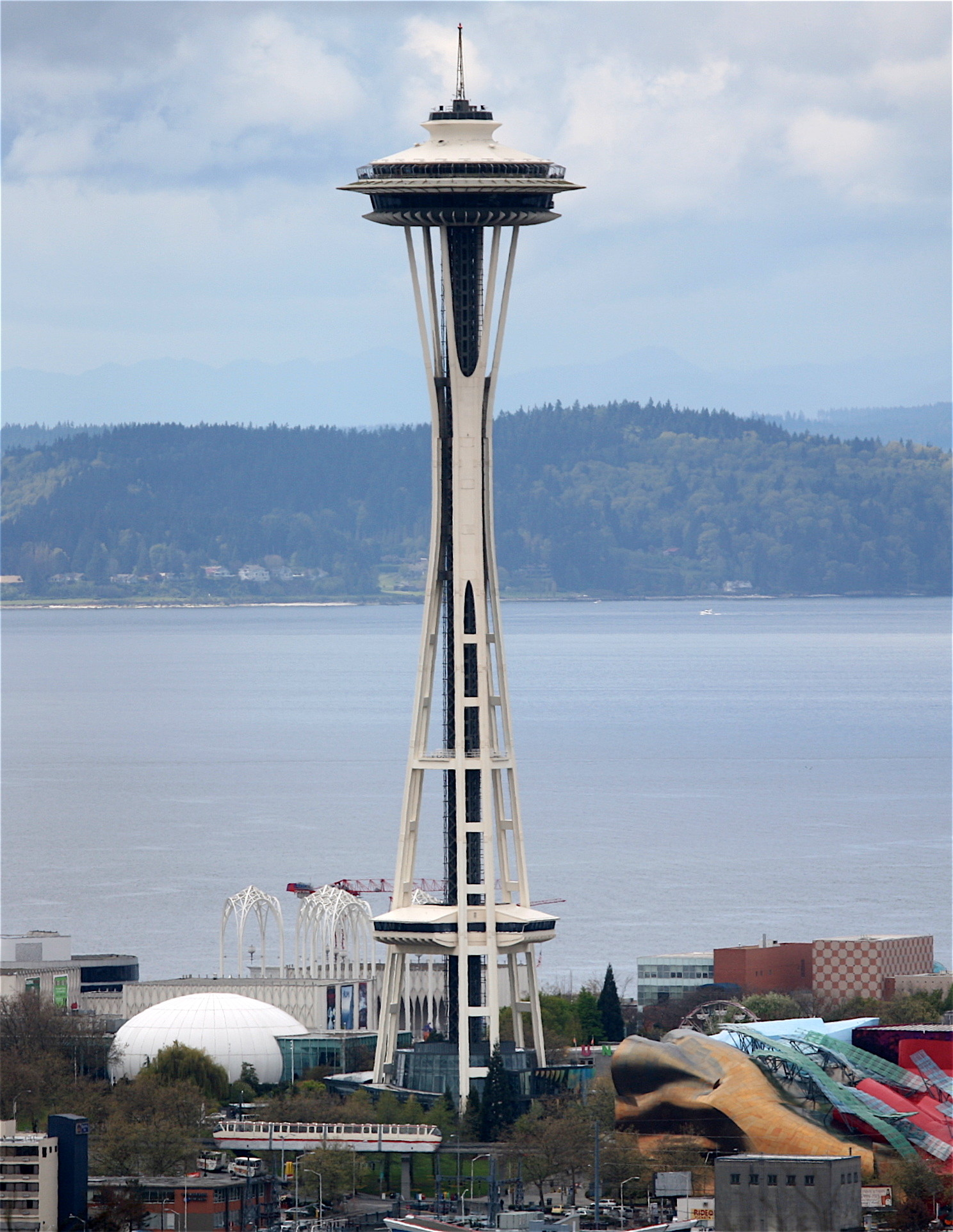
برج سوزن فضایی واقع در سیاتل، واشینگتن ساخته شده به مناسبت نمایشگاه جهانی ۱۹۶۲

## اکسپو
اکسپو برگرفته از واژه Exposition است و به نمایشگاه‌های جهانی که میانه‌های سده نوزدهم (میلادی) بر پا گردیده گفته می‌شود. اکسپو رویدادی است که هر پنج سال یکبار و هر بار در کشوری متفاوت برگزار می‌شود. اهمیت این نمایشگاه و پیامدها و برآیندهای آن برای کشورهای جهان آن چنان ارزشمند است که امروزه اکسپوها سومین رویداد مهم دنیا پس از مسابقات جام جهانی فوتبال و بازیهای المپیک بوده و نام المپیک فرهنگ ملل را برای آن برگزیده اند.
این نمایشگاه پیشگاهی است برای نمایش گذشته، اکنون و آینده کشورها که در آن دستاوردهای اجتماعی، اقتصادی، علمی و پیشینه فرهنگی و دورنمای توسعه کشورها به نمایش گذاشته می‌شود. میزبانی نمایشگاه اکسپو برای توسعه اقتصادی، اجتماعی و زیرساختی شهرهای میزبان و داد و ستدها و همکاری‌های بین‌المللی بسیار کارساز است. از این رو، همه کشورهای عضو مایلند میزبانی این نمایشگاه را به عهده بگیرند. تا کنون حدود ۶۰ اکسپو در ۲۴ شهر برگزار شده‌است. «شرکت سهامی نمایشگاه‌های بین‌المللی جمهوری اسلامی ایران» ازسال ۱۳۸۱ به نمایندگی از ایران به عضویت BIE درآمده است و سازمان‌دهی حضور در اکسپوها را برعهده دارد.

## مکان و زمان برگزاری نمایشگاه جهانی
| - نمایشگاه بزرگ، لندن ۱۸۵۱ (لندن، پادشاهی متحد بریتانیای کبیر و ایرلند) - پاریس ۱۸۵۵ (پاریس، امپراتوری دوم فرانسه) - 1862 London (لندن، بریتانیا) - پاریس ۱۸۶۷ (پاریس، امپراتوری دوم فرانسه) - 1873 Vienna (وین، امپراتوری اتریش-مجارستان) - نمایشگاه سده، فیلادلفیا ۱۸۷۶ (فیلادلفیا، ایالات متحده آمریکا) - پاریس ۱۸۷۸ (پاریس، جمهوری سوم فرانسه) - 1879 Sydney (نیو ساوت ولز، امپراتوری بریتانیا استرالیا) - 1880 Melbourne (ویکتوریا (استرالیا), امپراتوری بریتانیا استرالیا) - 1884 New Orleans (نیواورلئان، لوئیزیانا، ایالات متحده آمریکا) - 1885 Antwerp (آنتورپ، بلژیک) - 1888 Barcelona (بارسلون، اسپانیا) - 1889 Paris (پاریس، جمهوری سوم فرانسه) - 1893 Chicago (شیکاگو، ایالات متحده آمریکا) - 1897 Brussels (بروکسل، بلژیک) - 1900 Paris (پاریس، جمهوری سوم فرانسه) - 1901 Buffalo (بوفالو، نیویورک، ایالات متحده آمریکا) - سنت لوئیس ۱۹۰۴ (سنت لوئیس، ایالات متحده آمریکا) - 1905 Liège (لیژ، بلژیک) - 1906 Milan (میلان، پادشاهی ایتالیا) - 1907 Dublin (دوبلین، پادشاهی متحد بریتانیای کبیر و ایرلند) | - 1907 Norfolk (نورفوک، ویرجینیا، ایالات متحده آمریکا) - 1909 Seattle (سیاتل، ایالات متحده آمریکا) - 1910 Brussels (بروکسل، بلژیک) - 1911 Turin (تورین، پادشاهی ایتالیا) - 1913 Ghent (خنت، بلژیک) - سان فرانسیسکو ۱۹۱۵ (سان‌فرانسیسکو، ایالات متحده آمریکا) - 1915 San Diego (سن دیگو، ایالات متحده آمریکا) - 1929 Seville (سویا، اسپانیا) - 1929 Barcelona (بارسلون، اسپانیا) - 1930 Liège (لیژ، بلژیک) - 1930 Antwerp (آنتورپ، بلژیک) - 1933-1934 Chicago (شیکاگو، ایالات متحده آمریکا) - 1935 Brussels (بروکسل، بلژیک) - پاریس ۱۹۳۷ (پاریس، فرانسه) - 1939 New York City (نیویورک، ایالات متحده آمریکا) - 1939 Liège (لیژ، بلژیک) - 1939–1940 San Francisco (سان‌فرانسیسکو، ایالات متحده آمریکا) - 1958 Brussels (بروکسل، بلژیک) - 1962 Seattle (سیاتل، ایالات متحده آمریکا) - 1964/65 New York (نیویورک، ایالات متحده آمریکا) (not BIE sanctioned) - اکسپو ۶۷ (مونترال، کانادا) - 1968 San Antonio (سان آنتونیو، ایالات متحده آمریکا) - اکسپو ۷۰ (اوساکا، ژاپن) | - اکسپو ۷۴ (ایالات متحده آمریکا) - اکسپو ۷۵ (استان اوکیناوا، ژاپن) - 1982 Knoxville (ناکسویل، ایالات متحده آمریکا) - 1984 New Orleans (نیواورلئان، لوئیزیانا، ایالات متحده آمریکا) - اکسپو ۸۵ (تسوکوبا، ایباراکی، ژاپن) - اکسپو ۸۶ ( ونکوور، کانادا) - اکسپو ۸۸ (بریزبن، استرالیا) - اکسپو ۹۲ سویل (سویا، اسپانیا) - اکسپو ۹۲ جنوا (جنوا، ایتالیا) - اکسپو ۹۳ (دائجونگ، کره‌جنوبی) - اکسپو ۹۸ (لیسبون، پرتغال) - اکسپو ۲۰۰۰ (هانوفر، آلمان) - اکسپو ۲۰۰۵ (استان آیچی، ژاپن) - اکسپو ۲۰۰۸ (ساراگوسا، اسپانیا) - اکسپو ۲۰۱۰ (جمهوری خلق چین) - اکسپو ۲۰۱۲ (یئوسو، کره‌جنوبی) - اکسپو ۲۰۱۵ (میلان، ایتالیا) - اکسپو ۲۰۱۷ (آستانه، قزاقستان) - اکسپو ۲۰۲۰ در (دبی، امارات) - اکسپو 2025 (اوساکا، ژاپن) |

نمایشگاه‌های گل و گیاه:
| - ۱۹۶۰ روتردام (هلند) - ۱۹۶۳ هامبورگ (آلمان) - ۱۹۶۴ وین (اتریش) - ۱۹۶۹ پاریس (فرانسه) - ۱۹۷۲ آمستردام (هلند) - ۱۹۷۳ هامبورگ (آلمان) - ۱۹۷۴ وین (اتریش) - ۱۹۸۰ مونترآل (کانادا) - ۱۹۸۲ آمستردام (هلند) - ۱۹۸۳ مونیخ (آلمان) | - 1984 International Garden Festival لیورپول (بریتانیا) - 1990 Osaka (ژاپن) - ۱۹۹۲ لاهه (هلند) - ۱۹۹۳ اشتوتگارت (آلمان) - 1999 Kunming (جمهوری خلق چین) - ۲۰۰۲ هارلمرمیر (هلند) - ۲۰۰۳ روستوک (آلمان) - 2006–7 Chiang Mai (تایلند) - 2012 Floriade in فنلو (هلند) - 2016 Antalya (ترکیه) |

## نگارخانه

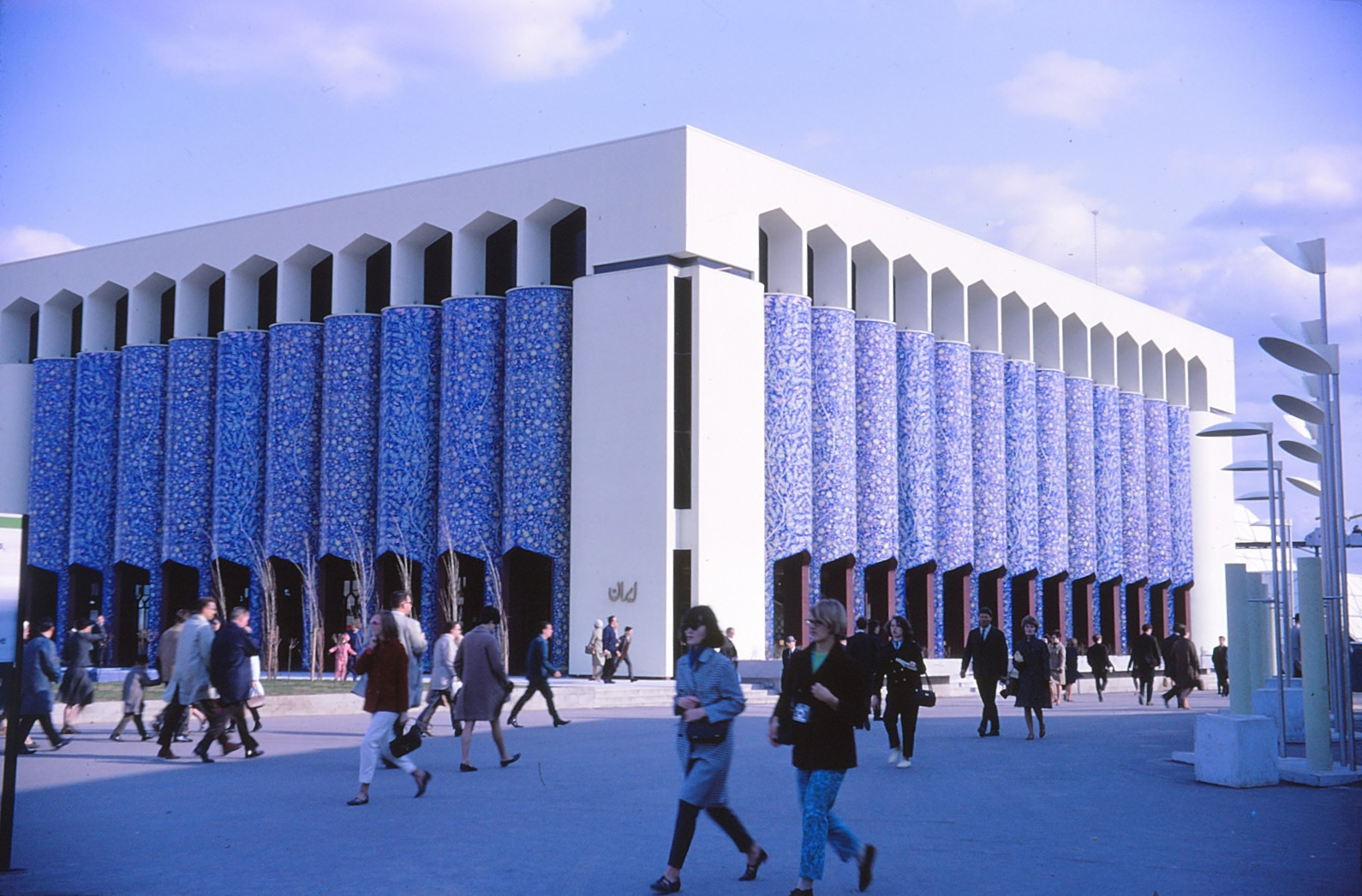
پاویون ایران در نمایشگاه اکسپو ۶۷ در شهر مونترال سال ۱۹۶۷
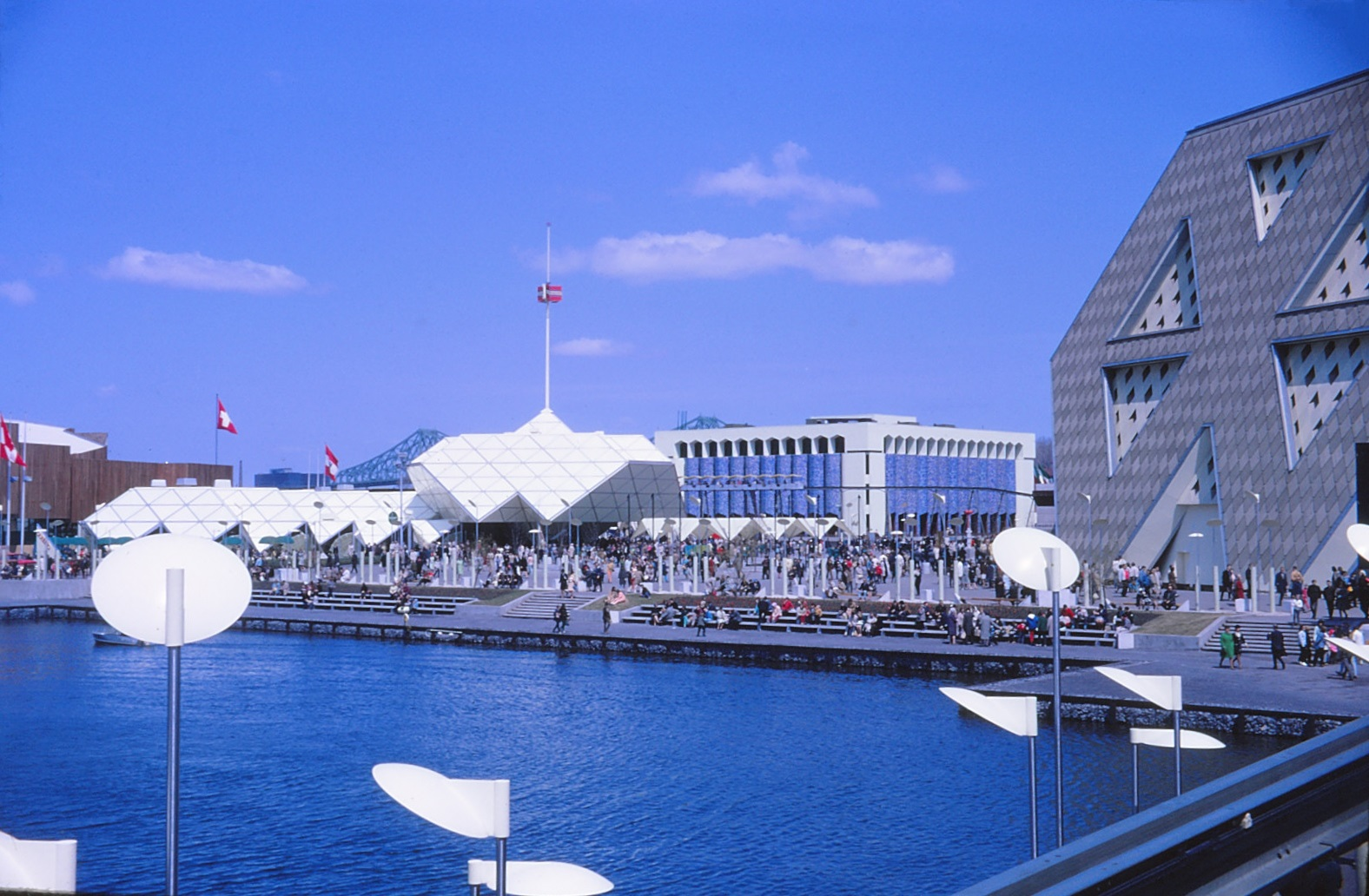
پاویون ایران در نمایشگاه اکسپو ۱۹۶۷
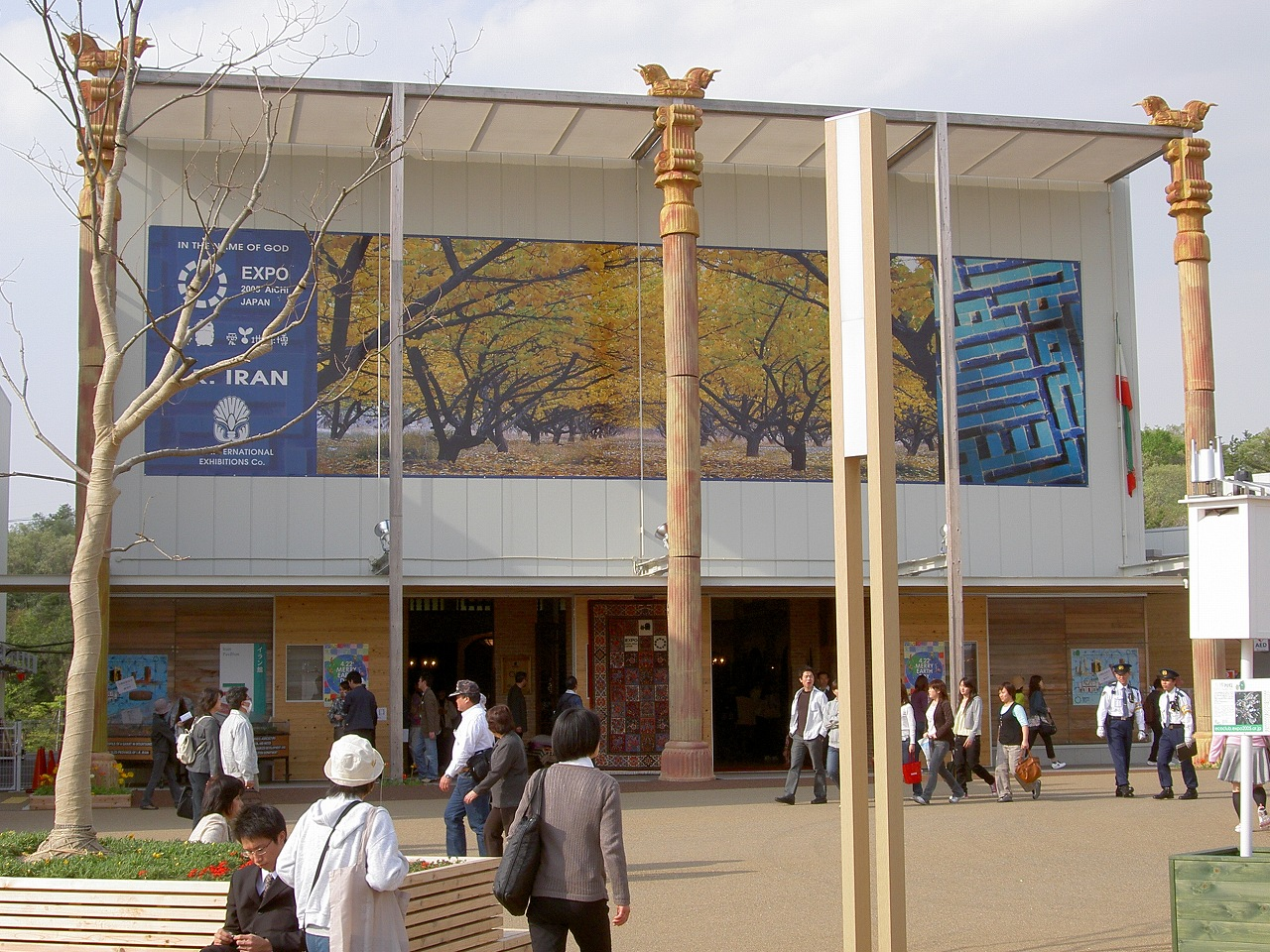
پاویون ایران در اکسپو ۲۰۰۵ شهر ناگویا
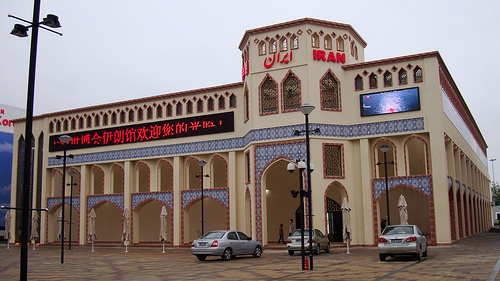
پاویون ایران در نمایشگاه اکسپو ۲۰۱۰ در شهر شانگهای